# Simone Kessell

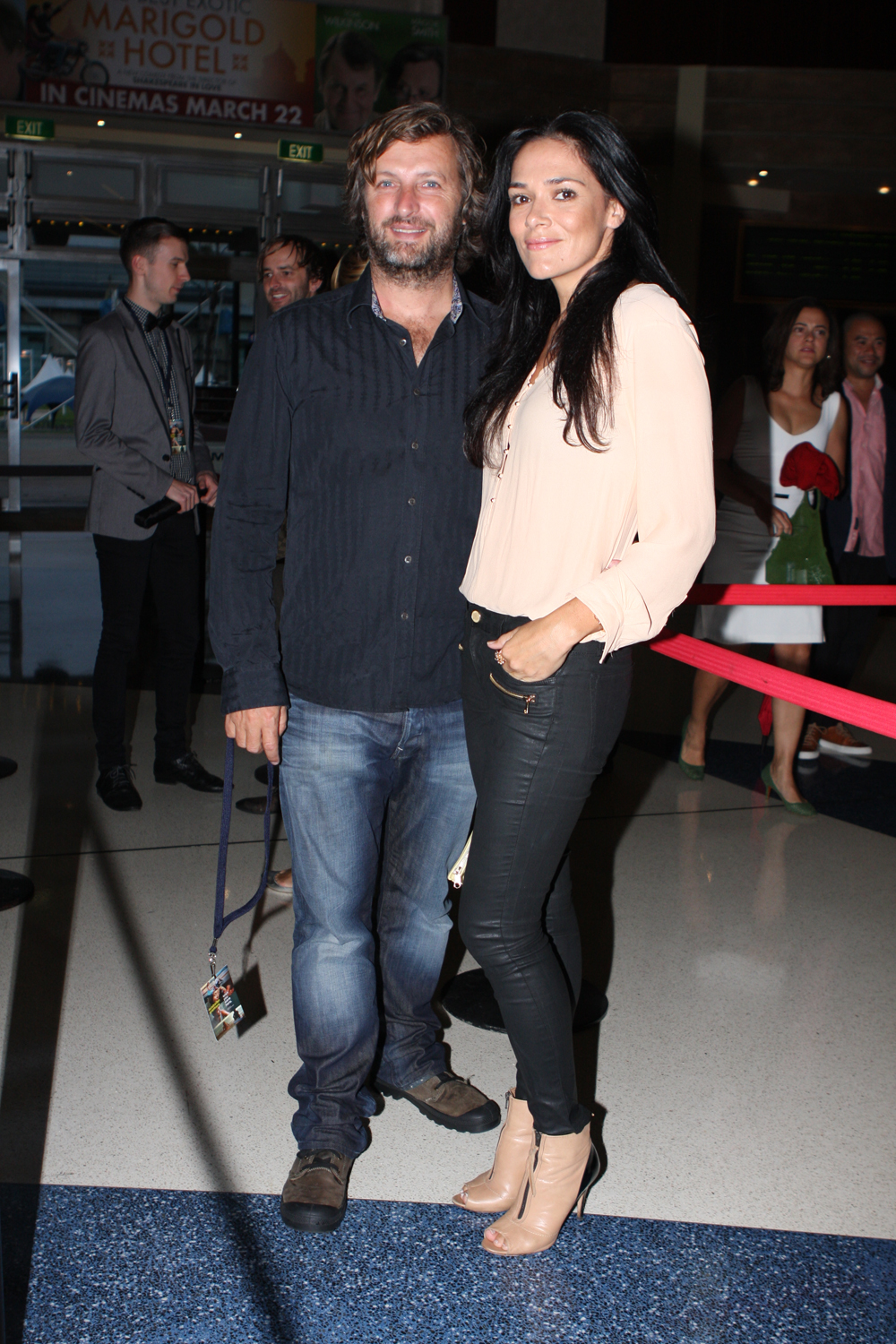
Gregor Jordan und Simone Kessell (2012)

Simone Kessell (* 19. August 1975 in Neuseeland) ist eine neuseeländische Schauspielerin in Film und Fernsehen. Sie spielte Rollen in Filmen wie Stickmen, Sum of Existence, San Andreas oder The Lovers.

## Leben und Karriere
Simone Kessell begann ihre Darstellerlaufbahn zu Beginn der 1990er Jahre als junge Schauspielerin mit Auftritten in Episoden von Fernsehserien und Fernsehfilmen. Die erste größere Rolle bekam sie 1998, wo sie die Rolle der Dr. Stella O'Shaughness in dreizehn Episoden der TV-Serie Adrenalin – Notärzte im Einsatz verkörperte. 2009 spielte sie in der australischen Miniserie Underbelly – Krieg der Unterwelt in sieben Folgen den Part der Isabelle Wilson und 2011 in zwölf Episoden den Charakter der Lt. Alicia Washington in der Science-Fiction-TV-Serie Terra Nova.
Im Kino sah man Kessell zum ersten Mal 2001 in dem Filmdrama Stickmen von Regisseur Hamish Rothwell. Es folgten kleinere Rollen in Filmen wie Gefährliche Brandung 2 − Liquid Bridge, Sum of Existence, Informers, Frost/Nixon, Burning Man oder San Andreas. In dem romantischen Abenteuerfilm The Lovers spielt sie unter der Regie von Roland Joffé im Schauspielerensemble um Josh Hartnett, Tamsin Egerton, Alice Englert, Tehmina Sunny und Mahesh Jadu die Rolle der Clara Coldstream.
Simone Kessell ist mit dem australischen Regisseur Gregor Jordan verheiratet. Die beiden haben zusammen zwei Söhne, Jack (* 2005) und Beau (* 2013).

## Filmografie (Auswahl)

### Kino
- 2001: Stickmen
- 2003: Gefährliche Brandung 2 – Liquid Bridge (Liquid Bridge)
- 2005: Sum of Existence
- 2008: Informers (The Informers)
- 2008: Frost/Nixon
- 2011: Burning Man
- 2015: San Andreas
- 2015: The Lovers
- 2017: 2:22 – Zeit für die Liebe (2:22)
- 2017: 1% (Outlaws)
- 2022: Muru

### Fernsehen
- 1992: Homeward Bound (Fernsehserie, 1 Episode)
- 1994: Hercules und das Amazonenheer (Hercules and the Amazon Women, Fernsehfilm)
- 1994: Hercules und der flammende Ring (Hercules and the Circle of Fire, Fernsehfilm)
- 1994: Hercules im Reich der toten Götter (Hercules in the Underworld, Fernsehfilm)
- 1994: High Tide – Ein cooles Duo (Fernsehserie, 2 Episoden)
- 1994: The Cartoon Company (Fernsehserie, 1 Episode)
- 1995–1999: Hercules (Fernsehserie, 4 Episoden)
- 1996: McLeods Töchter (McLeod’s Daughters, Fernsehfilm)
- 1996: G.P. (Fernsehserie, 1 Episode)
- 1996: Die Rückkehr zur Schatzinsel (Return to Treasure Island) (Fernsehfilm)
- 1997: Xena – Die Kriegerprinzessin (Fernsehserie, 1 Episode)
- 1998: Heartbreak High (Fernsehserie, 2 Episoden)
- 1998: The Violent Earth (Fernsehminiserie)
- 1998: Adrenalin – Notärzte im Einsatz (Fernsehserie, 13 Episoden)
- 1999: Water Rats – Die Hafencops (Fernsehserie, 1 Episode)
- 1999: Wildside (Fernsehserie, 1 Episode)
- 1999: Stingers (Fernsehserie, 1 Episode)
- 1999: Beastmaster – Herr der Wildnis (Fernsehserie, 1 Episode)
- 1999: Airtight – Mörderisches Labyrinth (Airtight) (Fernsehfilm)
- 1999: Greenstone (Fernsehserie, 1 Episode)
- 2000: Farscape – Verschollen im All (Fernsehserie, 1 Episode)
- 2001: Die verlorene Welt (Fernsehserie, 1 Episode)
- 2001: Hard Knox (Fernsehfilm)
- 2001: All Saints (Fernsehserie, 2 Episoden)
- 2002: Mataku (Fernsehserie, 1 Episode)
- 2003: White Collar Blue (Fernsehserie, 4 Episoden)
- 2005: CSI: Miami (Fernsehserie, 1 Episode)
- 2007: Criminal Minds (Fernsehserie, 1 Episode)
- 2009: Underbelly – Krieg der Unterwelt (Fernsehserie, 7 Episoden)
- 2009: Reaper – Ein teuflischer Job (Fernsehserie, 1 Episode)
- 2009: Fringe – Grenzfälle des FBI (Fernsehserie, 1 Episode)
- 2011: Panic at Rock Island (Fernsehfilm)
- 2011: Terra Nova (Fernsehserie, 12 Episoden)
- 2014: Fat Tony & Co (Fernsehserie, 6 Episoden)
- 2014: Film School Shorts (Fernsehserie, 1 Episode)
- 2014–2015: Wonderland (Fernsehserie, 19 Episoden)
- 2016: Of Kings and Prophets (Fernsehserie, 9 Episoden)
- 2017: A Bunch of Dicks (Fernsehminiserie)
- 2018: The Crossing (Fernsehserie, 9 Episoden)
- 2018: Pine Gap (Fernsehserie, 6 Episoden)
- 2019–2020: Reckoning (Fernsehserie, 10 Episoden)
- 2022: Our Flag Means Death (Fernsehserie, 2 Episoden)
- 2022: My Life Is Murder (Fernsehserie, 1 Episode)
- 2022: Obi-Wan Kenobi (Fernsehserie, 2 Episoden)
- 2023: The Night Agent (Fernsehserie, 1 Episode)
- 2023: Wellmania (Fernsehserie, 3 Episoden)
- 2023–2025: Yellowjackets (Fernsehserie, 14 Episoden)
- 2024: Critical Incident (Fernsehserie, 6 Episoden)

### Kurzfilme
- 2001: Lotto
- 2009: Blue Boy